# Technécium-heptoxid
A technécium-heptoxid szervetlen vegyület, képlete Tc2O7. Illékony, világossárga szilárd anyag, egyike a ritka molekuláris biner fém-oxidoknak – hasonló vegyületek a RuO4, OsO4 és az instabil Mn2O7. Középpontosan szimmetrikus, közös csúcson érintkező két TcO4-tetraéderből épül fel, melyben a terminális és hídhelyzetű Tc−O kötéstávolság rendre 167 pm, illetve 184 pm, a Tc−O−Tc kötésszög 180°.
Nagyon higroszkópos, tűs kristályokból álló vegyület. Rombos kristályszerkezetű, tércsoportja Pbca (a = 1375,6 pm, b = 743,9 pm, c = 561,7 pm). Vízben oldva HTcO4 pertechnéciumsav keletkezik belőle, melynek tömény oldata rózsaszínű.
450–500 °C-on állítják elő oxigén és technécium reakciójával:
2 Tc  +  3,5 O2  →  Tc2O7
De keletkezhet technécium-trioxid diszproporciójával is:
3 TcO3 = Tc2O7 + TcO2
A pertechnéciumsav anhidridje, nátrium-hidroxiddal reagálva nátrium-pertechnekát keletkezik belőle:
Tc2O7  +  2 NaOH  →  2 NaTcO4  +  H2O

## Fordítás
Ez a szócikk részben vagy egészben  a   Technetium(VII) oxide című angol Wikipédia-szócikk ezen változatának fordításán alapul.  Az eredeti cikk szerkesztőit annak laptörténete sorolja fel. Ez a jelzés csupán a megfogalmazás eredetét és a szerzői jogokat jelzi, nem szolgál a cikkben szereplő információk forrásmegjelöléseként.
Ez a szócikk részben vagy egészben  a   Technetium(VII)-oxid című német Wikipédia-szócikk fordításán alapul.  Az eredeti cikk szerkesztőit annak laptörténete sorolja fel. Ez a jelzés csupán a megfogalmazás eredetét és a szerzői jogokat jelzi, nem szolgál a cikkben szereplő információk forrásmegjelöléseként.